# 클로즈 (2022년 영화)
《클로즈》(영어: Close)는 2022년 개봉한 벨기에의 드라마 영화이다. 뤼카스 돈트가 감독과 공동 각본을 맡았다. 2022년 칸 영화제 심사위원대상 공동 수상작이자 황금종려상 경쟁 후보작이다. 제95회 아카데미상(2023년) 국제영화상 후보작이다.

## 줄거리
벨기에 시골 마을에서 13살 동갑내기 레오와 레미는 매우 친밀한 우정을 나누며, 레미의 방에서 함께 잠을 자는 습관을 가지고 있다. 레미의 부모님은 레오를 아들처럼 여기며 그들의 관계를 자연스럽게 받아들인다. 학교에서 여자 동급생들이 둘을 커플로 오해하자 레오는 이를 강하게 부인하고 불편함을 느낀다. 다른 남자애들의 동성애 혐오 발언까지 더해지자 레오는 더욱 불안해하며 레미를 의도적으로 멀리하고 새로운 친구를 사귀며 아이스하키를 시작한다. 레미와 함께 자던 방에서 따로 잠자리를 마련하고, 레미가 다시 레오 옆에 눕자 화를 내는 등 점차 레미와 거리를 두게 된다. 레미는 레오의 행동에 혼란스러워하며 그에게 다가가려 하지만, 레오는 계속해서 피하고 결국 둘은 격렬하게 다툰다.
학교 소풍 후, 레미가 자살했다는 소식이 전해지자 레오는 자신이 레미를 멀리한 것이 원인이라고 자책하며 깊은 죄책감에 빠진다. 하지만 다른 사람들에게 자신의 감정을 드러내지 못하고, 학교에서 제공하는 상담 치료에도 참여하지 못한다. 다른 사람들은 레미를 밝고 긍정적인 아이로 기억하지만, 레오는 그들의 기억에 반발심을 느낀다. 그는 아이스하키를 다시 시작하고 농장 일을 하며 고통을 억누르려 하지만, 레미와의 깊은 유대감을 대체할 친구는 찾지 못한다. 그러다 형 찰리에게 마음을 털어놓으며 위로를 받는다.
레미의 장례식 후, 레오는 레미의 엄마 소피에게 진실을 고백하고 싶어하지만 망설인다. 레오의 가족과 저녁 식사 자리에서 소피와 남편은 레미의 미래를 상실한 슬픔에 힘들어하고, 레오는 결국 소피에게 찾아가 자신이 레미를 밀어낸 것이 자살의 원인이라고 고백한다. 소피는 처음에는 긴장하지만, 결국 레오를 따뜻하게 안아주며 함께 눈물을 흘린다. 시간이 흘러 소피와 남편은 이사를 가고 집은 비어 있게 된다. 레오는 이전처럼 들판을 걸으며 레미와의 기억을 떠올리고, 비로소 레미를 향한 슬픔을 온전히 마주하게 된다.

## 출연
- 에덴 당브린 - 레오 역
- 휘스타프 더발러 - 레미 역
- 에밀리 드켄 - 소피 역
- 레아 드뤼케르 - 나탈리 역
- 케빈 얀선스 - 피터 역
- 마르크 바이스 - 이브 역
- 이고르 판데설 - 찰리 역
- 레옹 바타유 - 바티스트 역